# イマヌエル・ヨハン・ゲルハルト・シェラー

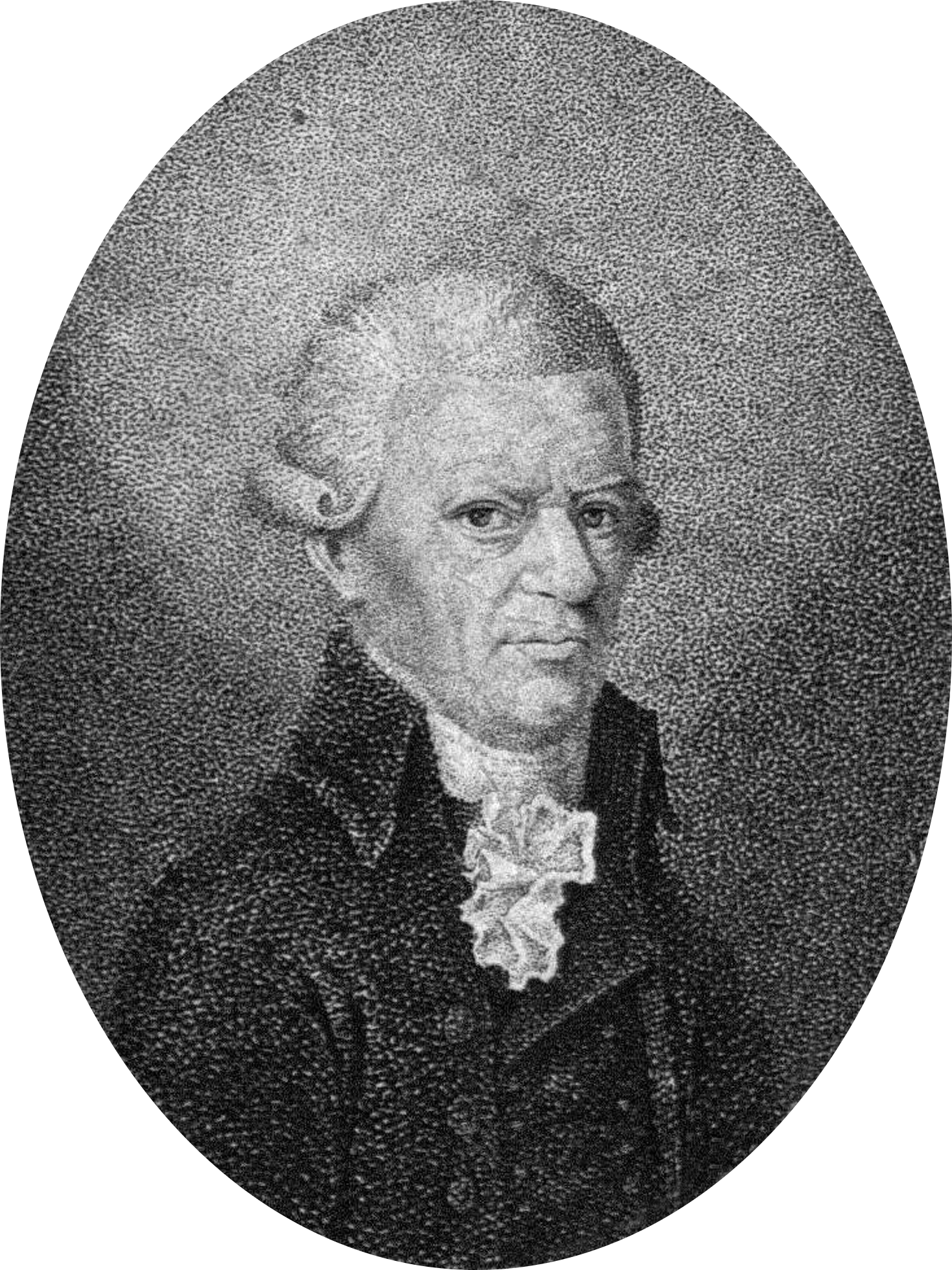
イマヌエル・ヨハン・ゲルハルト・シェラー（1800年頃の銅版画）

イマヌエル・ヨハン・ゲルハルト・シェラー(ドイツ語：Immanuel Johann Gerhard Scheller、1735年3月22日-1803年7月5日)は、ドイツの古典文献学者、辞典編纂者。ザクセン選帝侯国イーロウ生まれ。シレジア地方のブジェクで没。

## 生涯
父親はヨハン・ゲルハルト・シェラー、母親はアンナ・クリスティーナ・シェラー（旧姓バイエン）。9人の子の末っ子として生まれた。母親はイェーナ近郊で活動していた説教師の娘。父親も説教師の子で、1705-1707年、ストックホルムで家庭教師となり、1707年-1708年、ラップランドを旅行し、イーロウなどで説教師として生活した。1740年に65歳で死去したが、その直前に、末っ子には大学教育を受けさせるよう、遺言を残した。父の死後、母は子供を連れてダーメ、ヴァイセンフェルス、アポルダへと次々移転し、末っ子のシェラーはその都度、各都市で学校に通った。
とりわけ影響を受けたのは、ラテン語とギリシャ語を教わったアポルダの校長、シュネーガスだった。1747年、一家はアイゼンベルクへ引っ越し、シェラーは1752年春までギムナジウムの上級学年のコースに通った。1752年からライプツィヒのトーマス教会付属学校の生徒となり、校長で文献学者のヨハン・アウグスト・エルネスティとヨハン・フリードリヒ・フィッシャーの下で学んだ。1757年-1760年、ライプツィヒ大学で神学と文献学を学び、大学でも教えていたエルネスティから引き続き学んだ。1761年、ニーダーラウジッツ地方のギムナジウムの校長に就任した。年6回の説教会を催した。1772年、プロイセンの学校教育大臣カール・アブラハム・フォン・ツェドリッツの推薦でシレジア地方ブジェクの王立ギムナジウムの校長に就任し、死ぬまでその職にあった。同地では図書館員としても活動した。
1761年11月、大土地所有者ヨハン・ヨアヒム・シュリープナーの娘、ヨハンナ・エレオノーラと結婚し、5人の子供を持った。うち、2人は幼児期に夭逝。2人はシェラーより早く死去し、シェラーの死後まで長生きしたのは1人だけであった。そのクリスティアン・アウグストは1795年頃からプロイセン王室付き政府顧問官を務めた。
シェラーにより「ラテン語辞典編纂の現代」が始まったとされる。つまり、今日使われているほぼ全てのラテン語辞典が大元を遡るとシェラーの辞典に起源を持つものである。アルファベット順の原則を厳密に守ったのはシェラーが初であり、単語の語義を数字や記号で区分けして記述したのも初であった。
シェラーは哲学博士号の保有者であった他、フランクフルト・アン・デア・オーダーの知識人協会の名誉会員、イェーナのラテン語協会の名誉会員であった。
著名な弟子に、ギムナジウム教師、著作家、編集者のヨハン・ゴットリープ・クニッシュ(1789–1852)がいる。

## 著作

### ラテン語辞典

#### 小型辞典
- 『ラテン語小型辞典』1779年、初版。1790年、第3版

(正式名称：『ラテン語小型辞典．有名な単語を収録し、主要な語義を可能な限り正確に明確に記述し、頻出の言い回しを収録し説明した辞典』。生前の出版は1779年・初版から1790年・第3版まで。没後、1811年・第4版はゲオルク・ハインリヒ・リューネマンの編纂。1826年・第6版はビラーベックの編纂。1841年・第7版以降はカール・エルンスト・ゲオルゲスによる改訂・編纂)(Kleines lateinisches Wörterbuch worin die bekanntesten Wörter verzeichnet, die gewöhnlichsten Bedeutungen derselben möglichst genau, deutlich und bestimmt vorgetragen, auch die gebräuchlichsten Redensarten angeführt und erklärt sind. Fritsch, Leipzig 1779; 3. Auflage, 1790)

#### 詳解辞典（ラテン語百科事典）
- 『詳解ラテン語・ドイツ語辞典』全2巻、1783年、初版

(正式名称：『詳細、かつ、可能な限り完全なラテン語・ドイツ語百科事典、もしくは、辞書．古代文献の解釈とラテン語の訓練のために』)(Ausführliches und möglichst vollständiges lateinisch-deutsches Lexicon oder Wörterbuch zu Behufe der Erklärung der Alten und Übung in der lateinischen Sprache 2 Bände. Fritsch: Leipzig, 1783. XXXIVページ+3472段=1770ページ。Digitalisat 初版.)
- - 第2版、1788年、全3巻(Fritsch: Leipzig, 1788)
    -       - 第1巻[A–F] (XXXIIXページ＋2292段＝1184ページ) (Digitalisat).
      - 第2巻[G–P] (2293–5348段＝1528ページ) (Digitalisat).
      - 第3巻[Q–Z] (5349–7834段＋10段＝1248ページ) (Digitalisat).

    - オランダ語版、1799年(『古典作家に基づくラテン語・ベルギー語百科事典』, Lexicon latino-belgicum auctorum classicorum. Leiden, 1799)
      - 第1巻[A–M]: Digitalisat des Münchener DigitalisierungsZentrums (MDZ) der Bayerischen Staatsbibliothek (BSB)：バイエルン州立図書館のミュンヘンデジタル化センターによる
      - 第2巻[N–Z]: Digitalisat des MDZ der BSB

- - 第3版、1804年、全5巻(Fritsch: Leipzig, 1804。完成・出版はシェラーの死後)
    -       - 第1巻[A–C] (XXXXページ＋2618段＝1349ページ; 584 MB): MDZ der BSB
      - 第2巻[D–K] (2619-5454段＝1418ページ; 578 MB): MDZ der BSB
      - 第3巻[L–O] (5455-7314段＝930ページ; 503 MB): MDZ der BSB
      - 第4巻[P–R] (7315–9604段＝1145ページ; 491 MB): MDZ der BSB
      - 第5巻[S–Z] (9605–12,562段＝1479ページ; 540 MB): MDZ der BSB

- 『詳解ドイツ語・ラテン語辞典』1784年、初版

(正式名称：『詳細、かつ、可能な限り完全なドイツ語・ラテン語百科事典、もしくは、辞書』)(Ausführliches und möglichst vollständiges deutsch-lateinisches Lexicon oder Wörterbuch. Fritsch: Leipzig, 1784. 1984段+冒頭・末尾のページ無し紙面. Digitalisat 初版)
- - 第3版、1805年、全2巻（完成・出版はシェラーの死後）
    -       - 第1巻[A–L] (XXXIVページ＋1888段＝978ページ; 392 MB): MDZ der BSB
      - 第2巻[M–Z] (1889-3744段＝928ページ; 497 MB): MDZ der BSB

#### 携帯辞典
（「詳解辞典」からの抜粋・編集版）
- 『学校用ラテン語・ドイツ語、並びに、ドイツ語・ラテン語携帯辞典』全2巻、1792年(Lateinisch-deutsches und deutsch-lateinisches Handlexicon vornehmlich für Schulen. 2 Bände. Fritsch, Leipzig 1792)
  - 第2版、1796年(Digitalisat, Band 2)
  - 第4版(1806年)(新規の数え方で1807年初版)からゲオルク・ハインリヒ・リューネマンの編纂による
  - 第7版(1831年)以降はカール・エルンスト・ゲオルゲスの編纂による

### その他の著作

#### ドイツ語の著作
- 『古代ラテン語作家を文献学的・批判的に解説し、キケロを適切に模倣するための手引書．ギリシャ語・ヘブライ語用の付録付き』1770年、初版。1783年、第2版(Anleitung die alten lateinischen Schriftsteller philologisch und kritisch zu erklären und den Cicero gehörig nachzuahmen, nebst einem Anhange von einer ähnlichen Lehrart in der griechischen und hebräischen Sprache. Curt, Halle 1770; 2. Auflage, 1783)
- 『ラテン語の詳細な言語解説書、または、いわゆる文法書』1779年、初版。1803年、第4版(Ausführliche lateinische Sprachlehre oder sogenannte Grammatik. Fritsch, Leipzig 1779; 4. Auflage, 1803)
- 『ドイツ語書法の特性に関する論考と、ドイツ語の勧め．説教・演説・作文で、文献学で、学校で』1772年、初版(Gedanken von den Eigenschaften der deutschen Schreibart und Empfehlungen der deutschen Sprache in Predigten, im Reden und Schreiben, bey der Philologie und in Schulen. Curt, Halle 1772)
- 『心の教育に関する簡明な論考．理性の教育抜きにして可能かどうか』1780年、初版(Kurzgefasste Gedanken über die Bildung des Herzens, ob sie ohne Bildung des Verstandes möglich sey. Breslau 1780)
- 『学校用・ラテン語の簡略な言語解説書、または、文法書』1780年、初版。1785年、第3版(Kurzgefaßte lateinische Sprachlehre oder Grammatik für die Schulen. Fritsch, Leipzig 1780; 3. Auflage, 1785(第3版 Digitalisat 1793); postum: 4. Auflage, Hahn, Leipzig 1811)
- 『学校が顕著な収入と名誉を得れば国家にとって有利になることを示す言説』1780年、初版(Rede, worin gezeigt wird, daß es für den Staat sehr vortheilhaft sey, wenn der Schulstand ansehnliche Einkünfte und Ehre geniesse. Korn, Breslau 1780)

#### ラテン語の著作
- 『キケロなどの洗練されたラテン語様式による学説、または、ラテン語で話された弁論集．簡約版』1780年、初版。1785年、第2版。1795年、第3版(Compendium praeceptorum stili bene Latini in primis Ciceroniani seu eloquentiae Latine declarandae. Fritsch, Leipzig 1780; 2. Auflage, 1785, 第2版); 3. Auflage, 1795)
- 『古代史の有用性』1760年(Historiae antiquae utilitas. Leipzig 1760)
- 『古代の作家に関する論考』1785年(Observationes in priscos scriptores quosdam. Fritsch, Leipzig 1785)
- 『キケロなどの洗練されたラテン語様式による学説、または、ローマ時代の弁論集．ただし、私たちの時代にも会話と筆記に活用できるもの．最高の勤勉さと最大限の尽力により提示され解説される』1779年、初版、全2巻。1784年、第2版。1797年、第3版(Praecepta stili bene latini in primis Ciceroniani seu eloquentiae romanae, qvatenvs haec nostris temporibvs in dicendo et scribendo vsvrpari potest, svmma diligentia maximoqve perspicvitatis stvdio tradita et illvstrata. 2 Bände, Fritsch, Leipzig 1779; 2. Auflage, 1784 ( 第2版・第1巻, 第2版・第2巻); 3. Auflage, 1797 (第3版・第1巻, 第3版・第2巻, 第3版・第2巻)